# Youdan Cup
Youdan Cup var en fodboldturnering, der blev spillet i Sheffield, England i perioden 16. februar – 9. marts 1867. Den lokale ejer af Alexander Music Hall, Thomas Youdan, sponsorerede turneringen og stillede en pokal til rådighed. Pokalen var lavet af sølv, og selvom Youdan udloddede £ 2 til vinderen af designkonkurrecen, var pokalen ikke færdig tids nok til at bliver overrakt til vinderen ved turneringens afslutning.
Turneringformatet blev bestemt af en komite, og kampene blev spillet efter Sheffield-reglerne. De to første runder var en knock out-turnering, mens de tre hold i finalerunden spillede alle-mod-alle.
Finalen blev spillet den 5. marts 1867 på Bramall Lane i Sheffield og blev overværet af 3.000 tilskuere, som hver betalte 3 pennies i entre. Kampen brugte konceptet 'rouges' (en 'rouge' blev scoret, når et skud på mål, som kun var 4 yards brede, gik forbi men ville have gået i mål på et 8 yards bredt mål, og hvis kampen endte uafgjort efter antal scorede mål, blev antallet at scores rogues afgørende), som blev afgørende i finalen, som endte uafgjort 0-0, men hvor Hallam FC havde scoret 2 rogues mod Norfolks 1. Efterfølgende besejrede Norfolk Mackenzie i kampen om andenpladsen, og fik overrakt et sølvbæger, der blev indkøbt for entreindtægterne. På grund af sygdom var Tommy Youdan desværre ikke selv i stand til at overrække bægeret.
Efterfølgende forsvandt pokalen. Den dukkede først op igen i 1997, da en skotsk antiksamler underrettede Hallam FC om at han var i besiddelse af den. Klubben købte den af ham for £ 2.000.

## Resultater

### Første runde
Første runde blev spillet den 16. februar 1867, og de tolv hold spillede om seks pladser i anden runde.
- Hallam FC vandt over Heeley
- Norton vandt over Mechanics
- Norfolk vandt over Fir Vale
- Broomhall vandt over Pitsmoor
- Mackenzie vandt over Garrick
- Milton vandt over Wellington

### Anden runde
Anden runde blev spillet den 23. februar 1867, og de seks hold spillede om tre pladser i finalerunden.
- Mackenzie vandt over Milton
- Norfolk vandt over Broomhall
- Norton spillede uafgjort mod Hallam FC

Omkamp (samme dag)
- Hallam FC – Norton 1-0

### Finalerunde
Finalerunden bestod af en semifinale, en finale og en kamp om andenpladsen. Norfolk gik direkte til finalen, mens de to øvrige hold spillede om den anden finaleplads i semifinalen. Taberen af finalen spillede mod taberen af semifinalen i kampen om andenpladsen.
Semifinalen blev spillet den 2. marts 1867.
- Hallam FC – Mackenzie 4-0

Finalen blev spillet den 5. marts 1867 på Bramall Lane.
- Hallam FC – Norfolk 0-0 (Hallam FC vandt 2-1 i rogues)

Kampen om andenpladsen blev spillet den 9. marts 1867.
- Norfolk – Mackenzie 2-0